# Rybnik Niedobczyce
Rybnik Niedobczyce – przystanek kolejowy w Rybniku, w dzielnicy Niedobczyce. Według klasyfikacji PKP ma kategorię dworca aglomeracyjnego.

## Ruch pasażerski
| Rok  | Wymiana pasażerska na dobę |
| ---- | -------------------------- |
| 2017 | 50-19                      |
| 2022 | 50-99                      |